# Stefan IV. (Moldau)

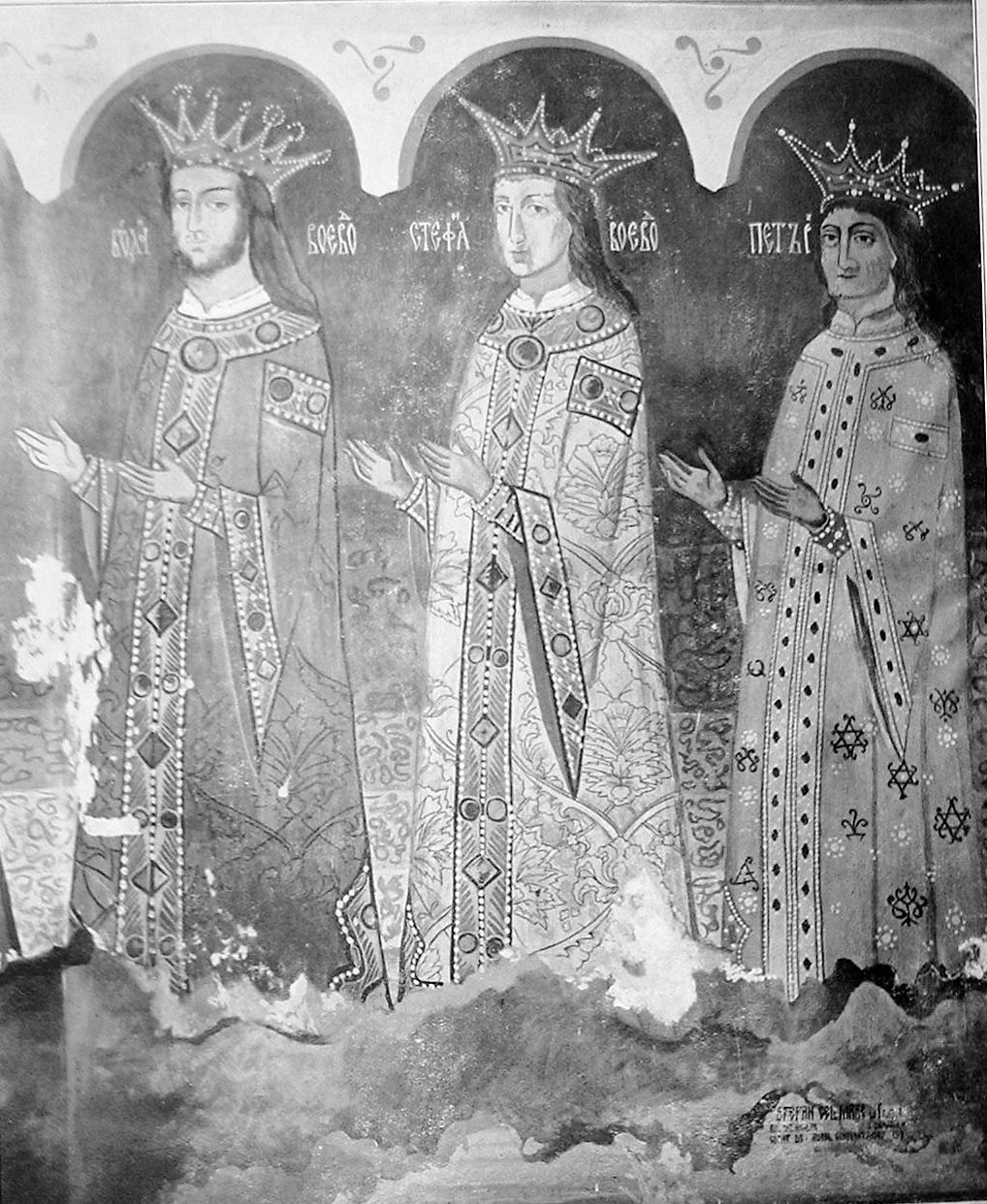
Ștefăniță Vodă zwischen Bogdan III. und Petru Rareș

Stefan IV., auch Stefan der Jüngere (russisch meist nur Ștefăniță, auch Ștefan Vodă cel Tânăr, * 1506; † 14. Januar 1527 in Hotin) war von 1517 bis 1527 Fürst der Moldau. Nach dem Tod seines Vaters Bogdan III. bestieg er im Alter von erst elf Jahren den Thron.

## Biographie

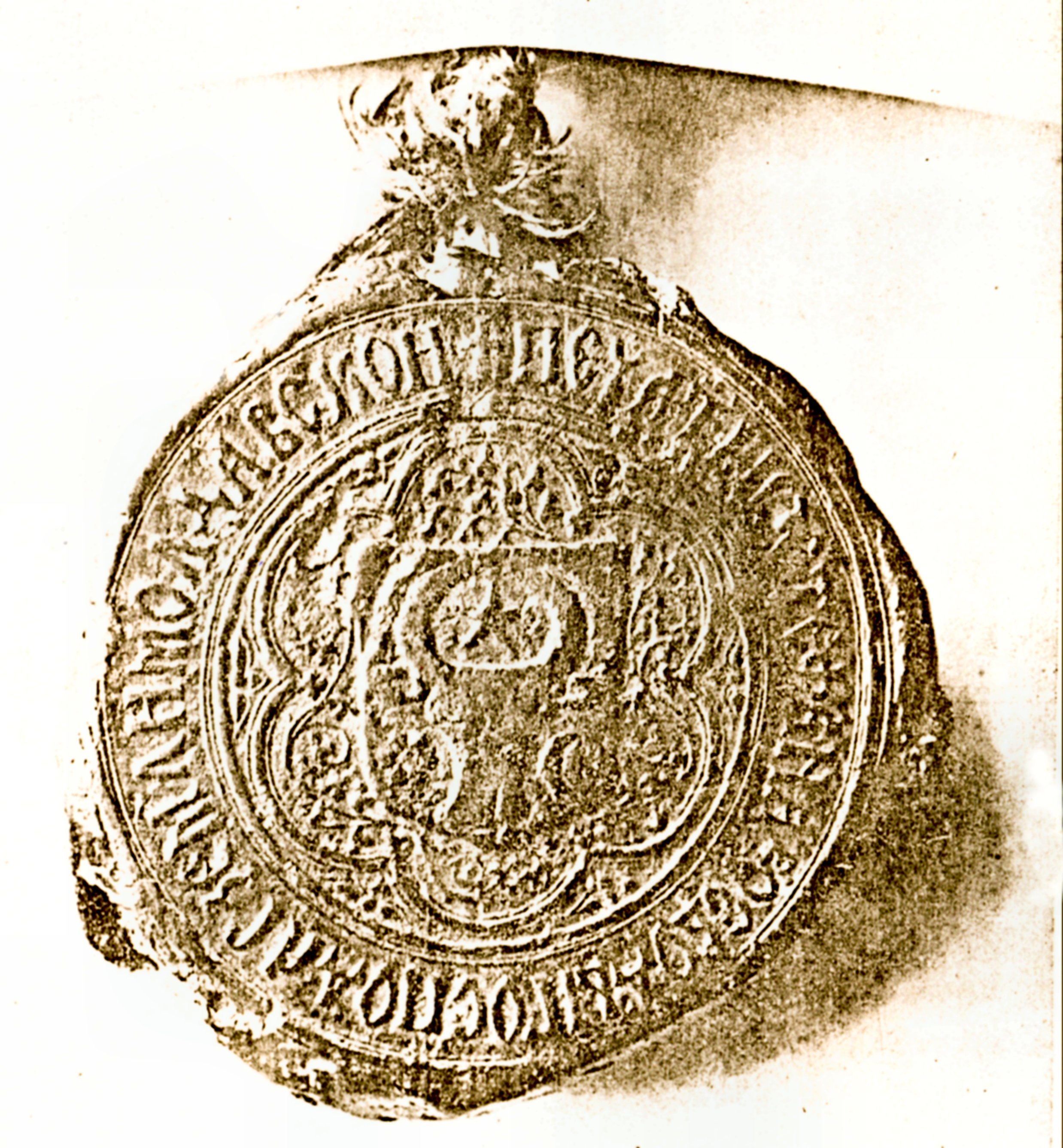
Siegel des Fürsten Ștefăniță 1518

Da der Enkel des Ștefan cel Mare bei seiner Thronbesteigung am 20. April 1517 noch minderjährig war, wurde das Land vom moldauischen Diwan regiert, an der Spitze mit dem Obersten Heerführer (Portar de Suceava) Luca Arbore. Letzterer kümmerte sich auch um die Erziehung des Jungen und war dessen wichtigster Berater. Viel Zeit verbrachte der Junge mit Reisen nach Polen, Deutschland, auf die Krim und nach Konstantinopel. So beherrschte er neben Latein und Rumänisch auch Deutsch, Polnisch, Türkisch, Griechisch, ja sogar Armenisch und Tatarisch. Früh widmete er sich dem Handel mit Edelsteinen, was ihm ein Vermögen einbrachte.
Kaum an der Macht, schloss Ștefăniță zuerst am 9. März 1518 in Krakau einen Wirtschafts- und Beistandspakts und kurz darauf, am 4. Mai in Hârlău ein Friedens- und Beistandsabkommen mit den Polen, was die Osmanen gegen ihn stellte. Als Folge fielen noch im gleichen Jahr die Tataren ins Land ein, wurden aber, auch mit polnischer Unterstützung, vom Gouverneur der Niedermoldau (vornic de Țara de Jos) Petrea Cărăbățul am 8. August 1518 bei Ciuhru in der Nähe des Marktes Șerbanca am Pruth vernichtend geschlagen. Nur wenige Feinde überlebten, die meisten ertranken bei ihrer planlosen Flucht über den Dnjestr.
Wenige Jahre später zerschlugen sich die guten Beziehungen zu den nördlichen Nachbarn. Im Jahr 1522 lehnte König Sigismund I. die Bitte des recht frühreifen Woiwoden um die Hand einer seiner Töchter ab. Auch umgab sich Letzterer zunehmend mit neuen, türkenfreundlichen Beratern, brüskierte die einst seinem Vater und Großvater treuen Würdenträger, drangsalierte sie teilweise derart, dass einige in Polen Schutz suchten, was den Jugendlichen zu weiteren Beschwerden am polnischen Hof veranlasste. Luca Arbore, der greise Hetman und Mentor des Fürsten, wünschte aber aus Furcht vor den Türken, vor allem nach dem Fall von Belgrad 1521, weiterhin enge Beziehungen zu Polen und nahm deswegen Kontakt mit dem polnischen Königshof auf. Der Despot warf ihm allerdings vor, er habe sich mit den exilierten Bojaren und dem König getroffen, mit dem Ziel, ihn zu beseitigen und seinen Onkel Petru Rareș auf dem Thron zu installieren, was historisch unrichtig ist. Kurzerhand ließ Stefan im April 1523 Arbore ohne Prozess und Beweise hinrichten und dessen unschuldige Söhne Toader und Nichita ermorden. Lediglich seine sechs Töchter, die alle mit ranghohen Bojaren verheiratet waren, überlebten. In der Folge erhoben sich zahlreiche Edelleute, beginnend mit dem 7. September 1524, gegen Stefan, jedoch wurde der Aufstand mit Unterstützung von aufgestachelten Bauernhorden blutig niedergeschlagen und viele Amtsträger fanden den Tod; viele weitere flohen nach Polen.

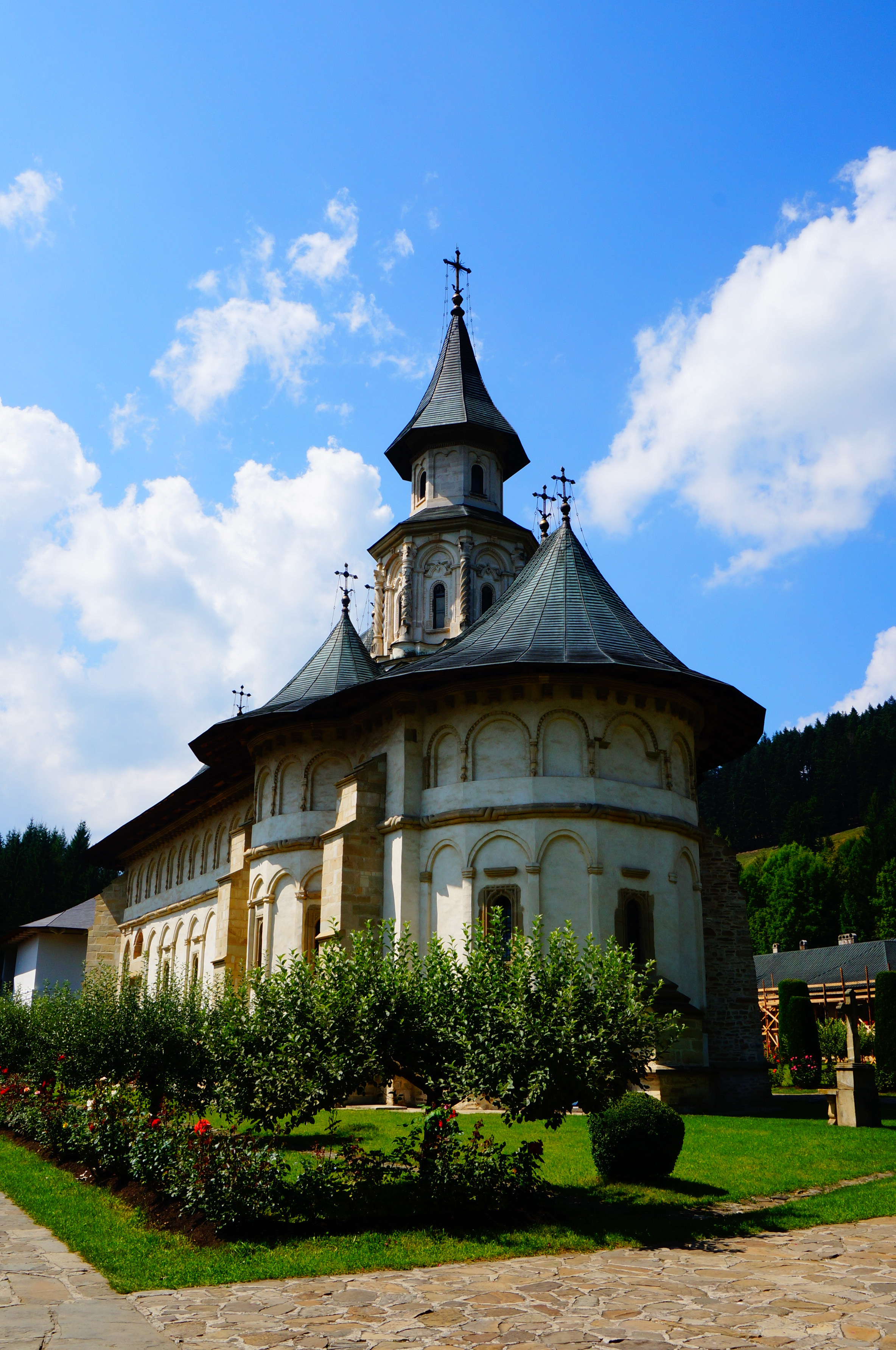
Kloster Putna

Stefan sollte kurze Zeit danach Ruxanda, Tochter des verstorbenen Fürsten Neagoe Basarab, heiraten, doch zog diese es vor, sich am 26. Januar 1526 mit dem neuen Herrn des Landes, Radu de la Afumați († 1529), zu vermählen. Eine Heirat mit Stana († Februar 1531), einer weiteren Tochter Neagoes, lehnte er jedoch zunächst ab. Deshalb führte er aus verletztem Stolz einen erfolgreichen, jedoch sinnlosen Krieg mit der Walachei. Schließlich willigte er doch in eine Eheschließung mit Stana ein.
Der Fürst besiegte noch die nach Polen eingefallene und von dort in die Moldau zurückgedrängte Armee des Tassa-Pascha und machte reiche Beute. Doch konnte er weder die von ihm bewirkten tiefen diplomatischen Spannungen zu den Polen, noch den Hass zahlreicher Bojaren ob seiner frevelhaften Taten mindern. Um den Tyrannen loszuwerden, wurde er, wahrscheinlich in polnischem Auftrag, mit Wissen seiner eigenen Ehefrau  und vieler Bojaren während eines seiner ausschweifenden Gelage vergiftet und starb ohne legitime Nachfolger. Nach Ureche soll sogar Stana persönlich ihren Gatten vergiftet haben. Auch der Chronist Grigore Ureche (1590–1647) berichtete Ähnliches. Beerdigt ist er in Kloster Putna.
Ștefănițăs Leben war die Grundlage, auf der Barbu Ștefănescu Delavrancea sein Drama Viforul verfasste. Desgleichen rechnete George Coșbuc in Ștefăniță-Vodă aus seinem Gedichtband Fire de tort (1896) mit ihm ab.